# Estádio Carlos Costa Monteiro
Estádio Carlos Costa Monteiro – stadion piłkarski, w Guaxupé, Minas Gerais, Brazylia, na którym swoje mecze rozgrywa klub Sociedade Esportiva Guaxupé.
W 1965 roku na stadionie zainstalowano oświetlenie.